# Iadagã
Iadagã ou dagã (em iorubá: iya-dagan) é m posto no candomblé, ajudante da Iamorô, é a mais velha das duas filhas encarregadas de despachar o padê, a outra é a sidagã.
Auxilia a Iamorô e vice-versa. Também possui subpostos otundagã e ossidagã.